# Cardellina
Cardellina is een geslacht van zangvogels uit de familie van de Amerikaanse zangers (Parulidae). De wetenschappelijke naam van het geslacht is gepubliceerd in 1849 door Du Bus de Gisignies.

## Soorten
De volgende soorten zijn bij het geslacht ingedeeld:
- Cardellina canadensis – Canadese zanger
- Cardellina pusilla – Wilsons zanger
- Cardellina rubra – Rode zanger
- Cardellina rubrifrons – Roodmaskerzanger
- Cardellina versicolor – Rozekopzanger